# Горбуновка (Новосибирская область)
Горбуновка — исчезнувшая деревня в Болотнинском районе Новосибирской области. На момент упразднения входила в состав Кунчурукского сельсовета. Исключена из учётных данных в 1971 году.

## География
Располагалась на левом берегу реки Кунчурук, в 4,5 км к северо-западу от села Кунчурук.

## История
Выселок Кунчурукский основан в 1908 году. В 1926 году состоял из 20 хозяйств. В административном отношении входил в состав Кунчурукского сельсовета Болотнинского района Томского округа Сибирского края.
Решением Новосибирского облисполкома от 27.09.1971 г. № 650 деревня Горбуновка исключена из учётных данных как фактически не существующая.

## Население
По переписи 1926 г. на выселке проживало 92 человека (47 мужчин и 45 женщин), основное население — русские.